# Pietro Bugli
Pietro Bugli (* 21. Oktober 1954) ist ein Arzt und Politiker des Partito Democratico Cristiano Sammarinese (PDCS) aus San Marino, der unter anderem 1996 Capitano Reggente war.

## Leben
Pietro Bugli begann nach dem Schulbesuch ein Studium der Medizin mit dem Schwerpunkt Chirurgie an der Universität Bologna, das er am 24. März 1982 beendete. Er spezialisierte sich auf Notfallmedizin und schloss ein postgraduales Studium im Bereich Ästhetische Medizin am Visconti-Institut in Rom mit einem Master. Er war von 1985 bis 2006 als Notarzt am Staatlichen Krankenhaus von San Marino (Ospedale di Stato della Repubblica di San Marino) tätig und ist seit 1989 Vizepräsident des Sportmedizinischen Verbandes der Republik San Marino (Federazione Medico Sportiva della Repubblica di San Marino). Er war zudem viele Jahre lang Arzt der Basketballnationalmannschaft und ist derzeit Arzt der Fußballnationalmannschaft.
Am 30. Mai 1993 wurde er für die Christlich-Demokratische Partei Mitglied des Großen und Allgemeinen Rates (Consiglio Grande e Generale) und gehörte dieser in der 23. Legislaturperiode bis zu seinem Mandatsverzicht im Januar 1997 an, woraufhin Giorgio Marcucci als Nachrücker neues Mitglied des Großen und Allgemeinen Rates. Er war zudem vom 24. Januar 1994 bis zum 26. Januar 1998 stellvertretendes Mitglied der Parlamentarischen Versammlung des Europarates. Er war zudem gemeinsam mit Pier Paolo Gasperoni vom 1. April bis zum 1. Oktober 1996 Capitano Reggente und damit einer der beiden kollegial amtierenden gleichberechtigten Staatsoberhäupter von San Marino.
Bugli ist seit 2002 Lehrbeauftragter für Ernährungswissenschaft an den Universitäten San Marino, Siena und Neapel sowie seit 2003 Präsident der Vereinigung des Instituts für Plastische und Ästhetische Medizin und Chirurgie. Des Weiteren wurde er 2004 Präsident des Internationalen Rates gegen Fettleibigkeit bei Kindern COCAI (International Council Against Children’s Obesity) und arbeitet seit Januar 2005 auch als Arzt für Dopingkontrollen für die UEFA sowie als Medizinischer Experte für verschiedene Sendungen der staatlichen Rundfunkgesellschaft Rai – Radiotelevisione Italiana.

## Veröffentlichung
- Cento colpi di Forchetta. La mia battaglia con le diete, 2010

## Hintergrundliteratur
- Domenico Gasperoni: I Governi di San Marino. Storia e personaggi, AIEP Editore, Serravalle 2015, ISBN 978-88-6086-118-4